# أممية موقفية
كانت الأممية الموقفية حركة ثورية في الميادين السياسية والفنية في النصف الثاني من القرن العشرين، مع جذور في الماركسية، واللاسلطوية، والطليعية الفنية في مطلع القرن العشرين. تشكلت عام 1957، وبقيت نشطة في أوروبا حتى سنة 1972 وكانت تطمح إلى التحولات الاجتماعية والسياسية الكبرى.
من أكبر طموحات الحركة نقد الرأس مالية في القرن العشرين وجذورها الفكرية. لاحظت الحركة، أن الرأسمالية تغيرت كثيرا بعد كتابات كارل ماركس الا ان التحليل الذي قدمه عن نظم الإنتاج الرأسمالية لم يتغير بل ظل صحيحا ولهذا حاولوا إعادة شرح أفكار ماركس والتوسع في العديد منها، مثل «نظرية الـتغريب». عبرت الحركة، عبر توسعهم في نظرايات ماركس، على أن مأساة «التغريب الاجتماعي» و «شهوانية المنتجات» قد انتشرت واتسعت فشملت كل جوانب الثقافة والحياة. رفضوا فكرة أن ظواهر نجاح الرأس مالية (التقدم التكنولوجي، والزيادة في الدخل والرفاهية) تستطيع التغلب على الخراب والتدهور الاجتماعي الذي تتسبب به في الحين ذاته.
أهم نظرية لدى حركة الموقفية أو «الموقفيين الدولية» هي «نظرية الـمشهد»، تشمل هذه النظرية نقدا ملموما للـ«رأس مالية المتقدمة» حيث الاهتمام مركز على الازدياد الملحوظ في التعبير الاجتماعي عن طريق الأشياء (المنتجات) الناجم عن الرأس مالية. امنت الحركة بأن الانحراف عن التعبير الفردي عن طريق التجارب والعيشة الحقيقية التي بدورها تشبع الرغبات الأصيلة بطريقة مباشرة، إلى التعبير الفردي غير المباشر عن طريق تبادل أو استهلاك المنتجات «التغريب»، يؤدي إلى تأثير سلبي واختلال في نوعية الحياة الإنسانية، للفرد والمجتمع. أيضا من أهم نظريات الحركة، صناعة «المواقف» أو لحظات حياتية مصنوعة عمدا لكي تتم عملية إعادة ايقاظ للرغبات الأصيلة لدى الفرد وللمغامرة. عن طريق هذه المواقف من الممكن التغلب على ظاهرة «المشهد» وبهذا يحرر الإنسان في حياته اليومية.
عندما أسست هذه الحركة تم التركيز على الفن، وبالذات على أفكار مثل «الـجيوغرافية النفسية». تدريجيا تغير التوجه الفني نحو النظريات الثورية والسياسية. وصلت الحركة قمتها بين سنة 1967 وسنة 1968 حيث تم كتابة أهم كتابين لهم من قلم جوي ديبورد وراول فانيجم. قامت هذه الكتابات السياسة بالتأثير على الشباب وكانت شعاراتهم، ومقتبساتهم متداولة وبشدة مابينهم في انتفاضة باريس في مايو 1968.
خلال عقد الستينات انقسمت إلى مجموعات مختلفة، بما في ذلك الموقفية باوهاوس والأممية الموقفية الثانية. الأممية الموقفية الأولى انحلت عام 1972.